# Liquid War
Liquid War é um jogo eletrônico de ação de multi-player único. É baseado em um algoritmo de caminho curto com um conceito núcleo por Thomas Colcombet e programado por Christian Mauduit.